# Freddy Vargas
Freddy Vargas Castellanos (* 11. Oktober 1982 in Mucuchíes) ist ein venezolanischer Radrennfahrer.
Freddy Vargas gewann 2002 eine Etappe bei der Vuelta al Táchira und konnte so auch die Gesamtwertung für sich entscheiden. In den nächsten Jahren bis 2012 gewann er Etappen internationaler Rundfahrten, darunter drei weitere Abschnitte der Vuelta al Táchira und zwei der Tour de la Guadeloupe. Außerdem wurde er im Jahr 2003 Dritter beim Zeitfahren der venezolanischen U23-Meisterschaft.

## Erfolge
2002
- Gesamtwertung und eine Etappe Vuelta al Táchira

2003
- eine Etappe Vuelta al Táchira
- Venezolanische Zeitfahrmeisterschaft (U23)

2005
- eine Etappe Tour de la Guadeloupe

2007
- eine Etappe Vuelta al Táchira
- eine Etappe Clásico Ciclístico Banfoandes

2010
- zwei Etappen Tour de la Guadeloupe

2012
- eine Etappe Vuelta al Táchira